# Carolyn Kizer
Pour les articles homonymes, voir Kizer.
Carolyn Ashley Kizer, née le 10 décembre 1925 et morte le 9 octobre 2014, est une poétesse américaine du Nord-Ouest Pacifique dont les œuvres reflètent son féminisme. Elle remporte le prix Pulitzer de la poésie en 1985.

## Biographie
Kizer est née à Spokane, dans l'état de Washington, fille d'un couple important de la ville,.
Son père, Benjamin Hamilton Kizer (1878-1978), qui a 47 ans quand elle nait, est un avocat prospère. Sa mère, Mabel Ashley Kizer, est professeur de biologie et a obtenu son doctorat à l'Université Stanford.
Kizer n'était pas très proche de son père. Lors d'un entretien en 2001, il lui a été demandé si elle était d'accord avec la description de son père comme étant quelqu'un qui « semblait extrêmement structuré, intelligent, poli mais toujours quelque peu distant ». Sa réponse fut : « Ajoutez "autoritaire et sévère", et vous obtenez une assez bonne approximation de la façon dont il est apparu à cet étranger, son enfant ». À certains moments, a-t-elle raconté, son père lui a donné la même voix « viscéralement flétri » qu'elle l'a entendu utiliser plus tard sur « les membres du comité des activités anti-américaines de la Chambre et d'autres méchants des années 1950, avec un effet encore plus dévastateur », et, elle a ajouté : « Je lui ai presque pardonné ».
Après avoir obtenu son diplôme du Lewis and Clark High School de Spokane, elle obtient son baccalauréat au Sarah Lawrence College (où elle a étudié les mythologies comparées avec Joseph Campbell) en 1945 et continue ses études à la fois à l'Université Columbia (1945-1946) et à l'Université de Washington (1946-1947).
Elle retourne ensuite dans l'État de Washington et, en 1946, épouse Charles Stimson Bullitt, un avocat issu d'une famille riche et influente de Seattle, avec qui elle a trois enfants. Fred Nemo, Jill Bullitt (en) et Ashley Bullitt . Son mari est le fils de Dorothy Bullitt (en), qui a fondé la Fondation Bullitt (en) et la King Broadcasting Company (en). En 1954, elle s'inscrit à un atelier d'écriture créative dirigé par le poète Theodore Roethke. « Kizer avait trois jeunes enfants, une grande maison à North Capitol Hill, assez d'argent pour s'en sortir et plus qu'assez de talent et de détermination. Et bien qu'un de ses poèmes ait été publié dans The New Yorker quand elle avait 17 ans, elle se souvient qu'elle avait besoin d'un coup de pouce de Roethke pour passer aux choses sérieuses ». Son mariage avec Bullitt se termine par un divorce en 1954. En 1959, elle aide à fonder Poetry Northwest et en est la rédactrice en chef jusqu'en 1965.
Elle est « spécialiste en littérature » pour le département d'État américain au Pakistan de 1965 à 1966, période au cours de laquelle elle enseigne pendant plusieurs mois dans ce pays. En 1966, elle devient la première directrice des programmes littéraires du tout nouveau National Endowment for the Arts. Elle démissionne de ce poste en 1970, lorsque le président de la N.E.A., Roger L. Stevens (en), est limogé par le président Richard Nixon. Elle est consultante auprès de la N.E.A. l'année suivante.
Dans les années 1970 et 1980, elle occupe des postes de poète en résidence ou de conférencière dans des universités à travers le pays, notamment Columbia, Stanford, Princeton, l'Université d'État de San José et l'Université de Caroline du Nord à Chapel Hill. Elle est invitée à diverses conférences littéraires et d'événements à travers le pays, ainsi qu'à Dublin, en Irlande et à Paris. Kizer est également membre de la faculté de l'Iowa Writer's Workshop.
Elle est nommée au poste de chancelière de l'Academy of American Poets en 1995, mais démissionne trois ans plus tard pour protester contre l'absence de femmes et de minorités au conseil d'administration.
Kizer se remarie avec l'architecte-historien John Marshall Woodbridge. Lorsqu'elle n'enseigne pas et ne donne pas de cours, elle partage son temps entre leur maison à Sonoma, en Californie, et leur appartement à Paris.
Elle meurt le 9 octobre 2014 à Sonoma, des suites d'une démence.

## Œuvres

### En tant qu'autrice
Poésie
- (en) The Ungrateful Garden, Carnegie Mellon University Press, 1961
- (en) Knock Upon Silence, Doubleday, 1965
- (en) Midnight Was My Cry: New and Selected Poems, Doubleday, 1971
- (en) Mermaids in the basement: poems for women, Copper Canyon Press, 1984
- (en) Yin, BOA Editions, 1984Prix Pulitzer
- (en) The Nearness of You, Copper Canyon Press, 1986
- (en) Harping On: Poems 1985-1995, Copper Canyon Press, 1996
- (en) Pro Femina: A Poem BkMk Press, University of Missouri-Kansas City, 2000
- (en) Cool, Calm, and Collected: Poems 1960-2000, Copper Canyon Press, 2001

Prose
- (en) Proses: Essays on Poets and Poetry, Copper Canyon Press, 1993
- (en) Picking and Choosing: Prose on Prose, Eastern Washington University Press, 1995

Traduction
- (en) Carrying Over: Translations from Chinese, Urdu, Macedonian, Hebrew and French-African, Copper Canyon Press, 1986

### En tant qu'éditrice
- (en) The Essential Clare, 1992
- (en) 100 Great Poems by Women, HarperCollins, 1995

## Récompenses
- 1985 : Prix Pulitzer de la poésie pour Yin[12]
- 1988 : Prix commémoratif de poésie Theodore Roethke (en) pour The Nearness of You[13]
- 1988 : Médaille Robert-Frost[14]
- Prix Borestone (Borestone Mountain Poetry Awards, à six reprises)
- Prix Pushcart (à trois reprises)

## Hommage
Un prix littéraire annuel est créé en son honneur. Le Carolyn Kizer Prize récompense le meilleur travail de Poésie publié pendant l'année dans le nord-ouest.